# کوسونوز کیتا
کوسونوز کیتا (به ژاپنی: 楠瀬喜多؛ به انگلیسی: Kusunose Kita ؛ ۱۸ اکتبر ۱۸۳۶ – ۱۸ اکتبر ۱۹۲۰) یکی از اولین زنان اهل ژاپن بود که در دفاع از حقوق سیاسی زنان فعالیت می‌کرد. به‌طور خلاصه اقدامات وی به تحقق حق رأی زنان در بخش‌هایی از شهر زادگاهش کوچی کمک کرد، جایی که او هنوز هم به عنوان «مادر بزرگ حقوق مردم» (minken baasan) شناخته می‌شود.